# Correspondant local de presse
Pour les articles homonymes, voir Correspondant, Correspondance (homonymie) et CLP.
 (novembre 2018).
Si vous disposez d'ouvrages ou d'articles de référence ou si vous connaissez des sites web de qualité traitant du thème abordé ici, merci de compléter l'article en donnant les références utiles à sa vérifiabilité et en les liant à la section « Notes et références ».
 (août 2016).
Le correspondant local de presse (connu sous le sigle CLP dans le jargon journalistique) est un journaliste, chargé de rendre compte de l'actualité d'une zone géographique qu'il couvre pour un journal, une station de radio ou une chaîne de télévision.

## Définition
Dans le cadre de la presse régionale, le correspondant local couvre l'actualité d'un secteur différent de celui où est située la rédaction du journal.
Il rédige généralement des articles sur des sujets locaux (faits divers, événements voire portraits) mais devrait se contenter de livrer à sa rédaction une série d'informations et de photos, mises en forme et publiées par un rédacteur du journal selon les textes régissant sa fonction. Il peut également proposer les sujets de son choix.
Il n'est pas légalement responsable de ses écrits, qui doivent être vérifiés par des journalistes, qui eux, possèdent une carte de presse professionnelle.

## Organisation de la profession en France
En France, « l’activité de correspondant local de presse est exercée à titre accessoire par rapport à une autre activité professionnelle », selon l'Urssaf. Elle est régie par la loi no 87-39 du 27 janvier 1987, complétée le 27 janvier 1993.
En pratique, le correspondant local de presse a le statut de travailleur indépendant. Son activité est classée dans les activités professionnelles dites libérales, non réglementées. Il n'appartient donc pas à la même catégorie que le notaire, l'avocat, le géomètre-expert ou le médecin, mais son statut est comparable à celui de l'archéologue, de la cartomancienne ou de l'œnologue.
Le correspondant de presse n'est pas un journaliste professionnel, ni un journaliste pigiste, les journalistes professionnels étant des salariés en vertu de l'article L. 7112-1 du code du travail. Il arrive pourtant, bien souvent, que le travail effectué soit globalement le même. La loi prévoit pourtant que les contributions d'un correspondant local de presse soient soumises avant publication à un journaliste professionnel. En tant que contractuel, il n'a pas de lien de subordination avec l'entreprise et n'est ni salarié, ni protégé socialement. Il arrive fréquemment que les tribunaux requalifient en contrat de travail la relation contractuelle, lorsqu'il est avéré que le correspondant local de presse et notamment les photographes exercent, dans les faits, les fonctions d'un journaliste et qu'ils retirent de cette activité l'essentiel de leurs revenus.De plus l' exigence des rédactions de voir les CLP et assimilés évoluer au sein de leurs services, les soumets de fait à un lien de subordination.
Alors qu'un travailleur indépendant facture ses propres tarifs à ses clients, le CLP, lui, touche des émoluments versés "à la tâche" : article, photo, dessin, etc, et remboursements de frais ( transport, fournitures, abonnements téléphoniques, Internet, etc.) en fonction de barèmes fournis par la société de presse pour laquelle il travaille. Ces barèmes sont différents selon l'entreprise éditrice.
À partir d'un certain plafond d'honoraires (15 %, puis 25 % du plafond de la sécurité sociale), le CLP doit obligatoirement cotiser à l'Urssaf (à peu près 20 % des honoraires perçus), ainsi qu'à l'assurance maladie et la caisse de vieillesse qui lui sont afférentes (à peu près 20 % des honoraires), sans oublier la CSG. Afin d'éviter ces affiliations, le CLP doit faire en sorte de s'en tenir à une moyenne de 400 euros d'honoraires mensuels. C'est pourquoi la profession de correspondant local de presse ne peut -en l'état actuel des choses- absolument pas se concevoir comme un emploi à temps plein.
Lors de la déclaration de revenus, le CLP doit additionner ses frais et ses honoraires, et remplir -outre le formulaire usuel- les fiches 2042C et 2042PK, qui établissent que ses revenus sont des bénéfices non commerciaux. Lors du calcul des impôts, le fisc procède à un abattement de 37 % sur le chiffre d'affaires, (honoraires + frais) déclaré par le CLP, correspondant aux remboursements des frais perçus.